# Équipe cycliste ZG Mobili
ZG Mobili est une ancienne équipe cycliste italienne ayant existé de 1991 à 1997.

## Évolution du nom de l'équipe
- 1991-1995 ZG Mobili
- 1996-1997 Roslotto - ZG Mobili

## Histoire de l'équipe
L'équipe est fondée en 1991 grâce au sponsor ZG Mobili, fabricant de cuisines italien, à partir de la base de l'ancienne équipe Malvor-Bottecchia. Fin 1995, Gianni Savio quitte l'équipe pour créer sa propre équipe, Glacial-Selle Italia et le sponsor russe Roslotto fait son arrivée.
Elle participe au Tour de France 1995 avec 3 coureurs (Stefano Colagè, Andrea Ferrigato et Nelson Rodriguez) dans une équipe mixte avec l'équipe allemande Deutsche Telekom.
Une partie de l'équipe rejoint la formation Ballan à la suite de sa disparition en 1997.

## Principaux coureurs
- Gianni Faresin
- Stefano Colagè
- Hendrik Redant
- Fabio Casartelli
- Andrea Ferrigato
- Maurizio Fondriest
- Alexander Gontchenkov
- Paolo Savoldelli
- Dimitri Konyshev
- Giancarlo Perini
- Piotr Ugrumov

## Principales victoires
- Grand Prix de Zurich
  - Andrea Ferrigato  (1996)
- Wincanton Classic
  - Andrea Ferrigato  (1996)
- Tour de Pologne
  - Viatcheslav Djavanian  (1996)
- Grand Prix de Plouay
  - Andrea Ferrigato  (1997)